# Freilichtbühne

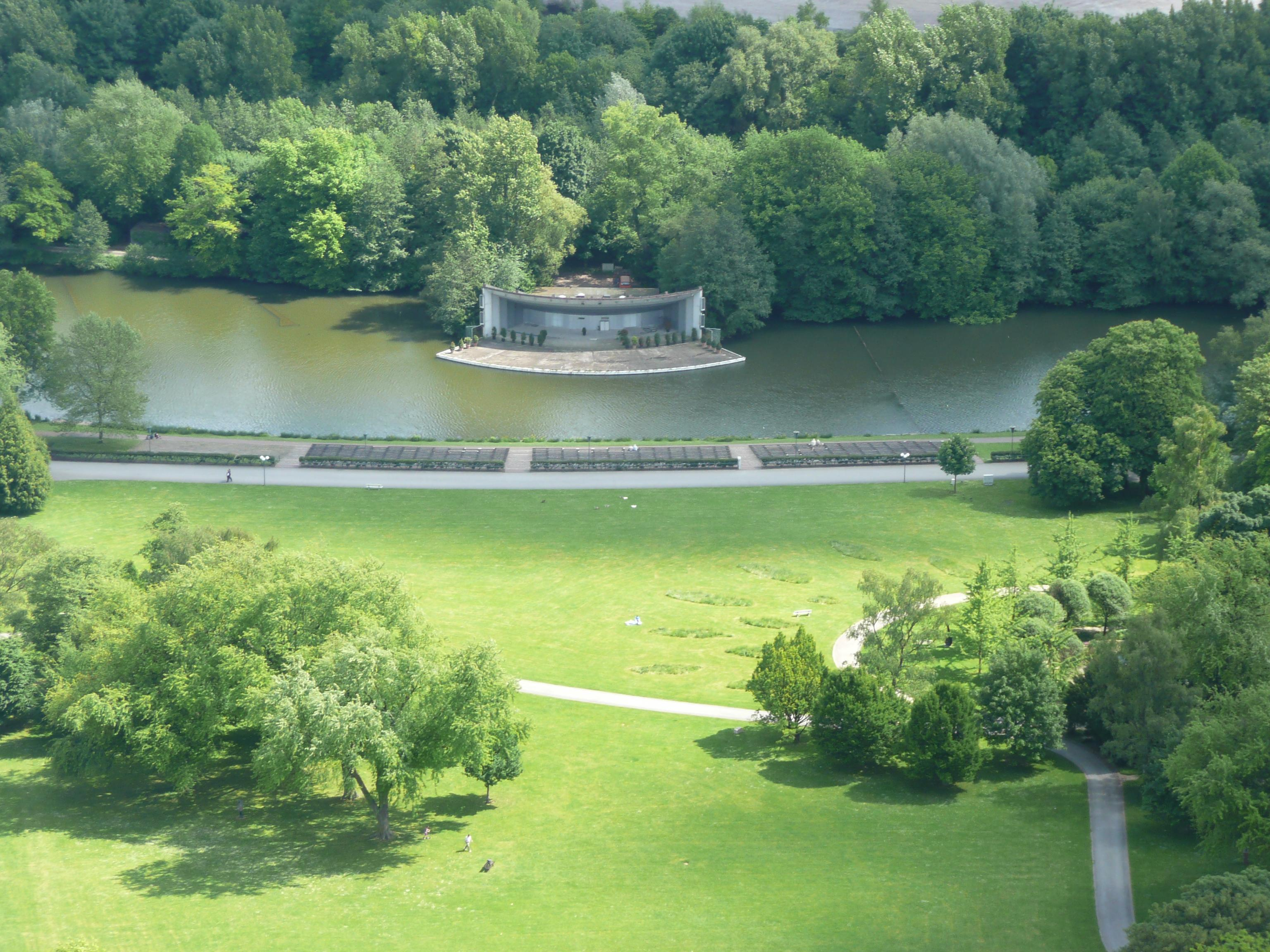
Seebühne im Westfalenpark Dortmund

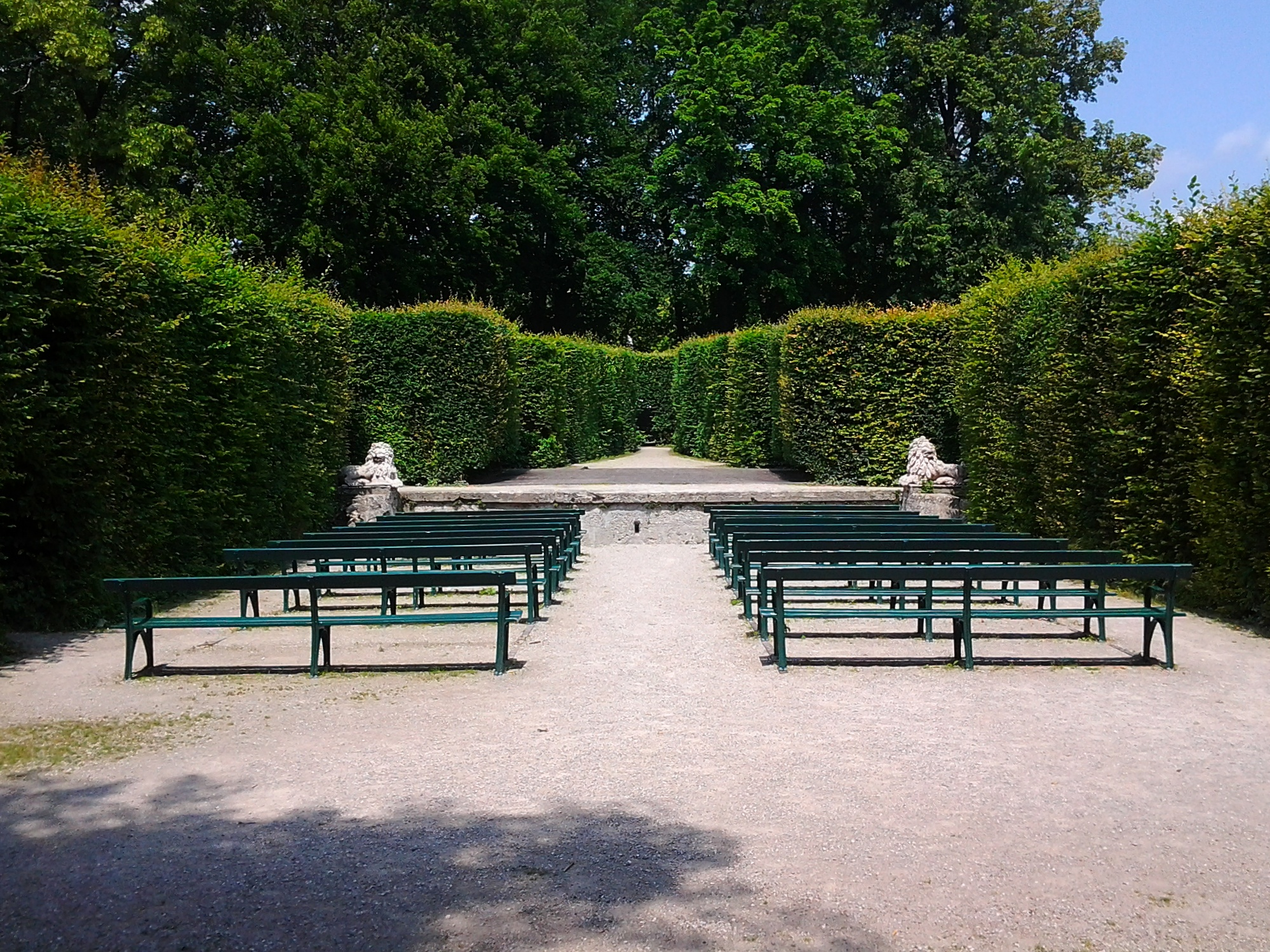
Heckentheater von 1691 im barocken Mirabellgarten des Fischer v. Erlach

Eine Freilichtbühne, auch Freilichttheater, Freilufttheater oder Open-Air-Theater genannt, ist eine Theateranlage, bei der sich Zuschauerraum und Bühne unter freiem Himmel befinden. Von der europäischen Antike bis zum Mittelalter fand Theaterspiel grundsätzlich im Freien statt. Mit ihren meist großen, ansteigenden Zuschaueranlagen sind die Bühnen durch natürliche Landschaft geprägt oder beziehen Architektur mit ein (Schlösser, Burgen). Die Ortsumgebung wird nur sparsam baulich angepasst, die Form der Simultanbühne wird bevorzugt. Heute werden historische und neue Freilichtbühnen, saisonal mit sommerlichem Festspielcharakter, für Theater- oder Musikaufführungen (Freilichtspiele) verwendet.

## Geschichte
Alle Ur- und Frühformen des Theaters fanden im Freilicht statt, bei den ersten europäischen Hochkulturen bereits in sich verfestigenden, zum Teil sehr großen, in die Landschaft eingepassten Zuschaueranlagen (Theater der griechischen Antike) mit zentralem Schauraum (Orchestra), in römischer Zeit mit festen, frontalen Bühnenaufbauten. Im Mittelalter bildete der städtische Raum, oft Marktplätze, eine bürgerschaftliche Kulisse für sich ausweitende Darstellungsformen religiöser Stoffe.
Die Natur wurde noch einmal im Barock ins Freilichttheater einbezogen: In barocken Gartenanlagen wurden bühnenartige Räume kreiert, deren Kulissen beschnittene Hecken bildeten. Ein Beispiel hierfür ist das Gartentheater des Großen Gartens in Herrenhausen. Als Staffagen dieser Park-, Garten-, Hecken- oder Naturtheater wurden häufig allegorische Skulpturen oder Putti hinzugefügt. Oft dienten auch künstliche Ruinen oder Grotten als Bühnenbilder solcher Anlagen.
Erste Freilichttheater im heutigen Verständnis entstanden ab den 1860er-Jahren, nachdem man Traditionen wie Schweizer Volksschauspiele oder die Oberammergauer Passionsspiele als Kulturereignisse wiederentdeckt hatte. Zu einer regelrechten Freilichttheater-Bewegung kam es im deutschsprachigen Raum mit einer Vielzahl von Neugründungen zwischen den Jahren 1900 und 1930. Vorreiter war der konservativ-völkische Ernst Wachler mit seinem 1903 gegründeten Harzer Bergtheater in Thale, das bis heute in Betrieb ist.
Besonders im südwestdeutschen Raum traten zahlreiche Amateur-Theatervereinigungen zu teilweise heute noch bestehenden, sommerlichen Freilicht-Festspielunternehmen zusammen (zum Beispiel die Ötigheimer Volksschauspiele seit 1906). Aber auch das Berufstheater fand immer wieder besondere Ausprägung im Freilichtraum, zum Beispiel das von Max Reinhardt 1920 auf dem Domplatz von Salzburg erstmals open-air inszenierte „Jedermann“-Spiel von Hugo von Hofmannsthal, das bis in die Gegenwart einen wichtigen Teil der Salzburger Festspiele darstellt.
In der Zeit des Nationalsozialismus entstanden im Rahmen der Thingbewegung zahlreiche Thingstätten wie die Waldbühne in Berlin, Freilichtbühne Loreley bei Sankt Goarshausen, das Kalkbergstadion in Bad Segeberg oder die Freilichtbühne Tecklenburg.

## Probleme der Begriffsabgrenzung
Der Terminus Freilichtbühne wird nicht einheitlich verwendet. Im deutschen Sprachraum hat es sich eingebürgert, alle theatralen Darbietungen unter freiem Himmel „Freilichttheater“ zu nennen, obwohl der Begriff im engeren Sinne nur jene Theaterformen bezeichnet, die ohne künstliches, gerichtetes Licht auskommen, also bei Tageslicht stattfinden. Dass sich der Begriff gegenüber dem allgemeineren, international gebräuchlichen „Freilufttheater“ (engl. „open air theatre“, frz. „théâtre de plein air“, ital. „teatro all‘ aperto“) durchgesetzt hat, steht in Verbindung mit der massenhaften Gründung von derart benannten Bühnen nach 1900 im deutschsprachigen Raum. Deren Programmatik nahm häufig Bezug zu den lebensreformerischen Naturbewegungen jener Zeit, die das freie Sonnen-Licht als „rein“, „befreiend“ und gesundheitsfördernd auffassten.
Auch „Naturtheater“ wird nicht trennscharf verwendet, um damit nur jene Bühnen und Schauanlässe zu bezeichnen, die natürliche Umgebungsbedingungen stimmungsvoll ins Spiel hineinnehmen. Zusammen mit Garten- und Heckentheater wird der Begriff, so wie auch „Freilichttheater“, oft unspezifisch für alle Bühnen und Spiele „in der Natur“ eingesetzt. Viele heutige Bezeichnungen von Freilichtbühnen leiten sich traditionell von topografischen Bezügen ab („Felsenbühne“, „Waldtheater“, „Seebühne“, „Burgtheater“) oder haben saisonalen, regionalen bzw. organisatorischen Charakter („Sommertheater“, „Heimatbühne“, „Festspiele“).

## Professioneller Betrieb

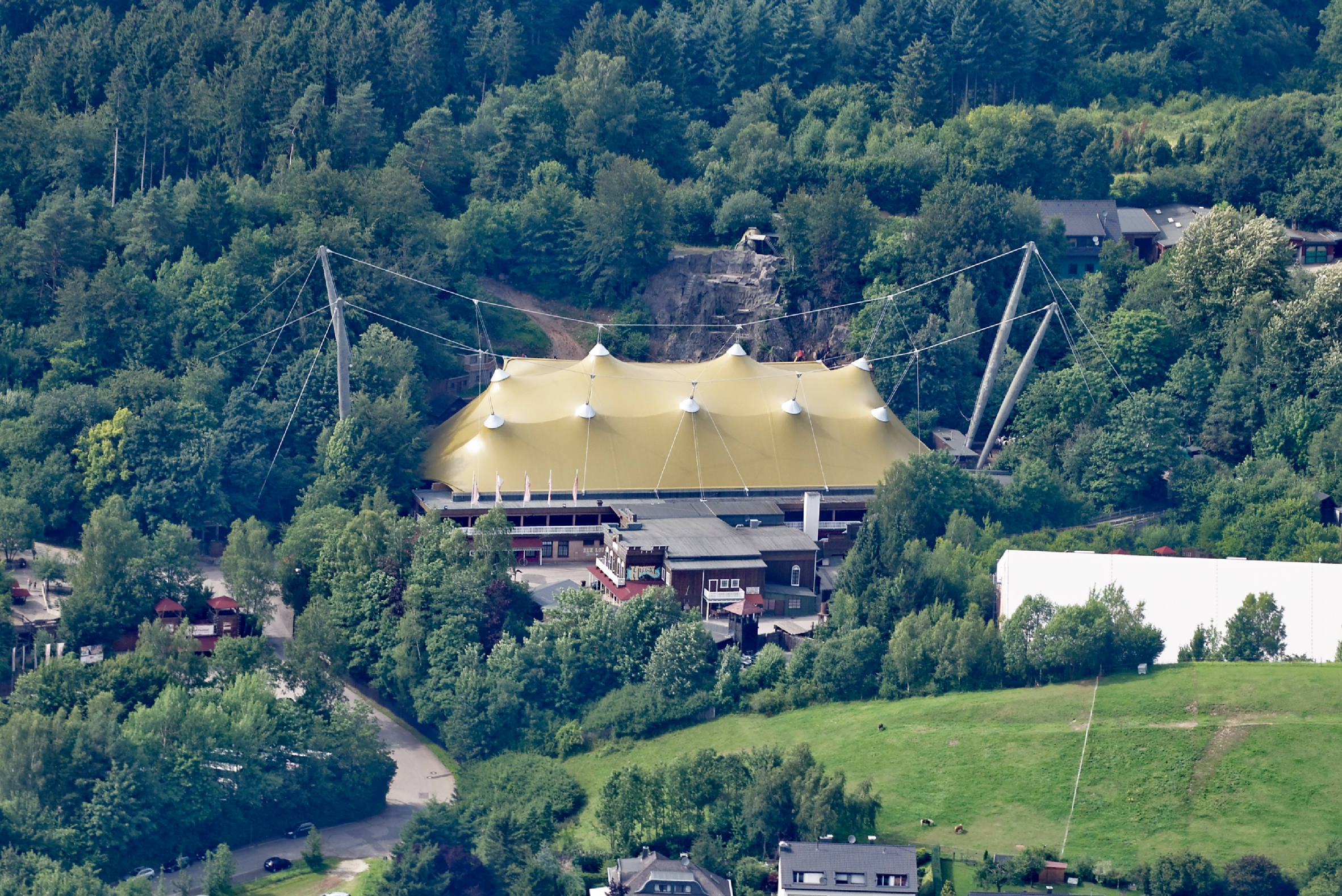
Freilichtbühne in Elspe

Die größten Seebühnen stehen in Bregenz am Bodensee (Bregenzer Festspiele mit 7.000 Sitzplätzen) und Mörbisch am See am Neusiedler See (Seefestspiele Mörbisch mit 6.300 Sitzplätzen) in Österreich. Natürlich gewachsene Felsformationen werden ebenfalls als Kulisse für Freilichtbühnen verwendet. Deutschlandweit bekannt sind die Störtebeker-Festspiele in Ralswiek, die Luisenburg-Festspiele in Wunsiedel, die Karl-May-Festspiele in Elspe, die Karl-May-Spiele in Bad Segeberg sowie das Piraten-Open-Air in Grevesmühlen, die traditionell im Freien stattfinden.
Seebühnen können eine vorhandene Uferböschung als günstig ansteigende Fläche für die Zuseher nutzen sowie einen Streifen Wasserfläche als Brandschutzbarriere vor der Bühne am Wasser. Die Bühne kann auf Pontons schwimmen oder als Gerüst am Grund des Gewässers stehen.

## Amateurbühnen
Viele Freilichtbühnen in Deutschland werden von Vereinen betrieben. Diese nichtprofessionellen Bühnen sind zu einem großen Teil (89 Mitgliedsbühnen, Stand 2024) im Verband Deutscher Freilichtbühnen (VDF) organisiert. Die besucherstärkste Amateurfreilichtbühne in Süddeutschland ist die Freilichtbühne Ötigheim, die Waldbühne Heessen konnte in Norddeutschland im Jahr 2013 die meisten Besucher locken.

## Belege
1. ↑  Christoph Trilse, Klaus Hammer, Rolf Kabel: Theaterlexikon. Berlin 1978, S. 175.
2. ↑  Henning Rischbieter: Theater-Lexikon. Zürich/Schwäbisch Hall 1983, S. 468.
3. ↑  Manfred Brauneck, Gérard Schneilin: Theaterlexikon. Begriffe und Epochen, Bühnen und Ensembles. Reinbek bei Hamburg 1986, S. 362 f.
4. ↑  Hans Koepf: Bildwörterbuch der Architektur. Zweite Auflage. Alfred Kröner Verlag, Stuttgart 1985, ISBN 3-520-19402-3, S. 167.
5. ↑  Erika Fischer-Lichte: Kurze Geschichte des deutschen Theaters. UTB, 1999, ISBN 3-8252-1667-5, S. 271.
6. ↑  Brigitte Schöpel: „Naturtheater“. Studien zum Theater unter freiem Himmel in Südwestdeutschland. Tübingen 1965.
7. ↑  Frank Dittmer: Freilufttheater. Dramatisches ohne Dach im 20. Jahrhundert. Berlin 1991, S. 12 ff.